# 김기정 (배드민턴 선수)
김기정(1991년 8월 14일~)은 대한민국의 배드민턴 선수이다. 당진시청 소속으로 활동하고 있으며, 2014년 아시안 게임 배드민턴 남자 단체전에서 금메달을 획득했다.